# آرثر جي. ديكسون
آرثر جي. ديكسون هو سياسي كندي، ولد في 1 ديسمبر 1919 في Windlestone Hall ‏ في المملكة المتحدة، وتوفي في 5 فبراير 2007 في كالغاري في كندا. نشط حزبياً في حزب الائتمان الاجتماعي في ألبرتا ‏. وقد انتخب عضو الجمعية التشريعية في ألبرتا ‏.